# Synanon
Synanon – odmiana społeczności leczniczej, wspólnota dla osób uzależnionych lub popadających w uzależnienie, których wspólnym celem jest wyjście z tych problemów poprzez pracę.

## Historia

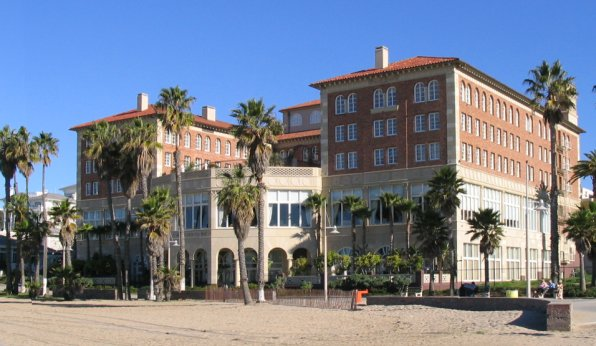
Hotel Casa del Mar w Santa Monica - dawna siedziba fundacji Synanon

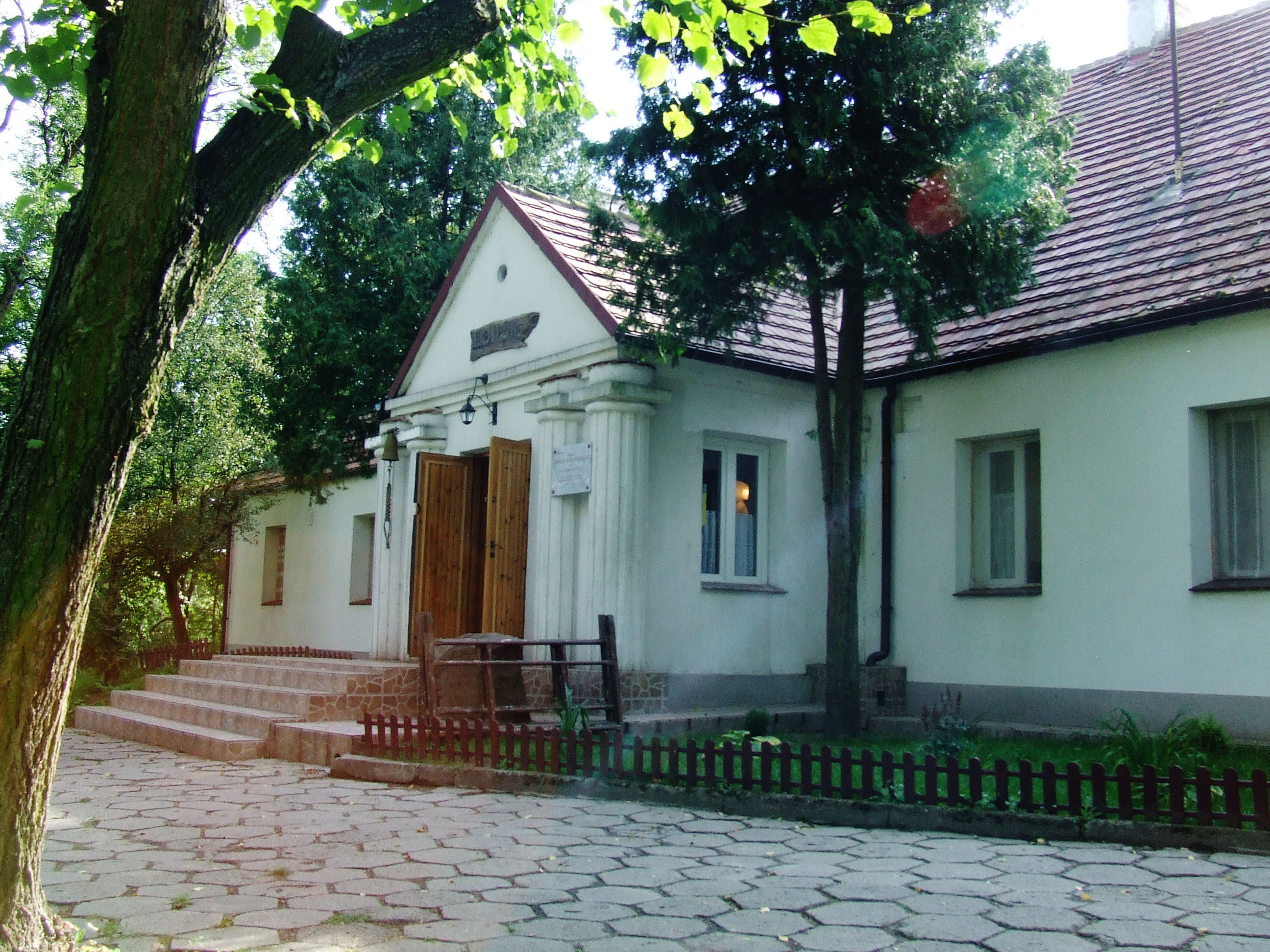
Dwór w Głoskowie, siedziba Monaru

Początki tego modelu wsparcia sięgają lat 50. XX wieku – ruch powstał w Santa Monica w Kalifornii (USA) w 1958. Założycielem był Charles Dederich. W 1963 utworzono w Nowym Jorku Dayton Village. Ta społeczność (podobnie, jak założona kilka lat później Phoenix House) stała się modelowa dla innych amerykańskich wspólnot. W Europie pierwszymi grupami były Ralpha House i Phoenix House (Wielka Brytania). W 1972 powstała społeczność Emiliehofen (Holandia). W Polsce pierwszą społecznością tego typu był ośrodek terapii uzależnień założony przez Marka Kotańskiego w Głoskowie koło Garwolina (1978).

## Charakterystyka
Pierwsze społeczności Synanon były strukturami niemalże autorytarnymi, w typie paternalistycznych rodzin, rządzonych za pomocą kar i nagród. W latach późniejszych system uległ zmianie, ale nadal uczestnik musi bezwarunkowo zadeklarować chęć życia bez czynnika uzależniającego, przemocy i straszenia przemocą oraz popełniania czynów kryminalnych. Zadaniem społeczności jest ochranianie podopiecznego przed skutkami uzależnienia, a w drugiej kolejności pomoc w powrocie do zdrowia. Fundamentalnym założeniem wspólnot Synanon jest przekonanie, że zmiany zachowań członków zaskutkują zmianami ich nastawień oraz poglądów i że tego rodzaju pozytywne konsekwencje utrzymywać się będą przez czas dłuższy, także w innych, zmienionych warunkach, po opuszczeniu społeczności leczniczej. 
We wspólnotach każdy z podopiecznych wykonuje jakieś funkcje, dokłada się do działań społeczności zależnie od swoich umiejętności, wykształcenia i predyspozycji. Wszyscy regularnie uczestniczą w spotkaniach, których celem jest omawianie w grupie różnych aspektów dotyczących uzależnień i abstynencji. Problematyczną zasadą (głównie dla osób po wyrokach i bytnościach w zakładach karnych) jest m.in. konieczność zgłaszania zaobserwowanych faktów łamania regulaminu wspólnoty. Intensywne działania i nastawienie na mocną interakcję (wymianę myśli oraz poglądów) pozwala podopiecznym wyzwalać się ze sztywnych schematów myślenia. Osoby szczególnie zagrażające porządkowi społeczności, harde i nieskore do zmian, poddawane są rytuałowi konfrontacji z całą grupą. 
Według prowadzących wspólnoty, optymalny czas przebywania w ich strukturach to od dwóch do trzech lat. Na ogół wystarcza to na zerwanie z uzależnieniem i wzięcie odpowiedzialności za swoje życie. Interwencja ma tu charakter holistyczny – wspólnota udziela pomocy prawnej, kończy postępowania w sądach (cywilnych i karnych), czy reguluje zadłużenia. Nastawiona jest jednak przede wszystkim na terapię poprzez pracę, a jej uczestnicy świadczą różnego rodzaju usługi i prace dla okolicznej ludności.

## Mocne i słabe strony
Jako słabe punkty Synanonu podaje się resentymenty i wzmacniane wzajemnie pokusy w grupie ludzi o wspólnym problemie i zbliżonej historii życia. Specyficzna subkultura zbudowana wokół osób uzależnionych może również nie sprzyjać efektywnej resocjalizacji. Zadaniem profesjonalistów pomagających grupie jest więc wniesienie silnych akcentów niwelujących te zagrożenia. Wspólna historia życia jest z drugiej strony mocnym punktem społeczności, ponieważ nie ma w tej sytuacji możliwości stygmatyzowania poszczególnych uczestników. Komunikacja wzajemna, przy wspólnym zrozumieniu problemów, jest autentyczna i zrozumiała dla wszystkich. Wspólny cel terapii działa motywująco. Specyficzne równouprawnienie wszystkich podopiecznych zwiększa poczucie odpowiedzialności za innych. Mieszkańcy są sami dla siebie pozytywnie motywowaną instancją kontrolną. 